# Living the Blues
Living the Blues je třetí studiové album americké bluesové skupiny Canned Heat. Album vyšlo v listopadu 1968 pod značkou Liberty Records a jeho producentem byl Skip Taylor. Jedná se o dvojalbum, složené ze studiové a koncertní části.

## Seznam skladeb
| Pořadí         | Název | Autor          | Délka   |
| -------------- | --- | -------------- | ------- |
| 1.             | Pony Blues | Patton         | 3:48    |
| 2.             | My Mistake | Wilson         | 3:22    |
| 3.             | Sandy's Blues | Hite           | 6:46    |
| 4.             | Going Up the Country | Wilson         | 2:50    |
| 5.             | Walking by Myself | Rogers         | 2:29    |
| 6.             | Boogie Music | Tatman         | 3:19    |
| 7.             | One Kind Favor | Tatman         | 4:43    |
| 8.             | Parthenogenesis“ (Medley) 1. „Nebulosity“ 2. „Rollin' and Tumblin“ 3. „Five Owls“ 4. „Bear Wires“ 5. „Snooky Flowers“ 6. „Sunflower Power“ 7. „Raga Kafi“ 8. „Icebag“ 9. „Childhood's End | Canned Heat    | 19:57   |
| 9.             | Refried Boogie | Canned Heat    | 40:51   |
| Celková délka: | Celková délka: | Celková délka: | 1:28:03 |

## Sestava
Canned Heat
- Bob Hite – zpěv
- Alan Wilson – slide guitar, harmonika, zpěv
- Henry Vestine – sólová kytara
- Larry Taylor – basová kytara
- Adolfo de la Parra – bicí

Ostatní
- Dr. John Creaux – klavír, aranžmá rohů
- Miles Grayson – aranžmá rohů
- Joe Sample – klavír